# Green Acres (Trinidad y Tobago)
Green Acres es una localidad de Trinidad y Tobago, que forma parte de la ciudad de San Fernando.

## Geografía
La localidad abarca parte de la isla Trinidad y limita al norte y este con Les Efforts West, al sur con Duncan Village (localidad perteneciente a la región de Penal-Debe) y al oeste con Gulf View.

## Demografía
Datos demográficos de la localidad de Green Acres:
| Gráfica de evolución demográfica de Green Acres entre 2000 y 2011 |
|                                                                   |